# Rokytov
Rokytov este o comună slovacă, aflată în districtul Bardejov din regiunea Prešov. Localitatea se află la altitudinea de 315 m deasupra n.m., se întinde pe o suprafață de 5,14 km2 și în 2017 număra 549 de locuitori. Se învecinează cu comuna Tarnov.

## Istoric
Localitatea Rokytov este atestată documentar din 1414.

## Demografie
| An:                | 1994 | 2004   | 2014   | 2024   |
| ------------------ | ---- | ------ | ------ | ------ |
| Număr de persoane: | 501  | 533    | 556    | 567    |
| Diferență:         |      | +6,38% | +4,31% | +1,97% |

| An:                | 2023 | 2024   |
| ------------------ | ---- | ------ |
| Număr de persoane: | 568  | 567    |
| Diferență:         |      | −0,17% |